# Ana Jelušić
Ana Jelušić, née le 28 décembre 1986 à Rijeka, est une skieuse alpine croate, spécialiste du slalom. Elle est montée sur deux podiums dans la Coupe du monde.

## Biographie
Membre du club de Platak, elle fait ses débuts internationaux en 2001.
En 2002, alors âgée de quinze ans elle est la plus jeune participante des Jeux olympiques de Salt Lake City. En octobre 2002, elle fait ses débuts en Coupe du monde à Sölden, où elle marque ses premiers points avec une 23e place en slalom géant, puis remporte deux médailles aux Championnats du monde junior en 2003 (argent) et 2005 (bronze). 
En 2005, elle signe son premier podium et victoire dans la Coupe d'Europe au slalom géant de La Molina. Cet hiver, elle enregistre aussi ses premiers top dix dans la Coupe du monde, dont une cinquième place à Aspen, ainsi qu'une neuvième place aux Championnats du monde en slalom à Santa Caterina.
Elle obtient deux podiums dans des slaloms de Coupe du monde durant l'année 2007, terminant deuxième à Zagreb (Croatie) derrière Marlies Schild et troisième à Panorama. Durant cette année, elle a aussi pris la quatrième place du slalom des Championnats du monde. Elle se classe aussi septième des Championnats du monde de Val d'Isère en 2009. En 2010, la Croate prend part à ses troisièmes jeux olympiques à Vancouver, pour prendre la douzième place du slalom, soit son meilleur résultat en trois éditions. En mars 2011, elle marque pour la dernière fois des points dans la Coupe du monde avec une 25e place à Lenzerheide.
En 2011, elle décide de faire une pause dans sa carrière à cause d'un asthme, avant de prendre la décision définitive de se retirer du ski en 2012. Elle va désormais occuper la fonction de coordinatrice médias de la FIS.
Elle est surnommée Anchi.

## Palmarès

### Jeux olympiques
| Épreuve / Édition | Salt Lake City 2002 | Turin 2006 | Vancouver 2010 |
| Slalom géant      | 37e                 | Abandon    | Abandon        |
| Slalom            | 23e                 | 15e        | 12e            |

### Championnats du monde
| Épreuve / Édition | St. Moritz 2003 | Bormio 2005 | Åre 2007 | Val d'Isère 2009 | Garmisch-Partenkirchen 2011 |
| Slalom géant      | 28e             | 20e         | 34e      | Abandon          |                             |
| Slalom            | 24e             | 9e          | 4e       | 7e               | 17e                         |

### Coupe du monde
- Meilleur classement général : 22e en 2007.
- 2 podiums : 1 deuxième place et 1 troisième place.

#### Classements en Coupe du monde
| Année/Classement | Année/Classement | Général | Général | Slalom géant | Slalom géant | Slalom | Slalom |
| ---------------- | ---------------- | ------- | ------- | ------------ | ------------ | ------ | ------ |
| Année/Classement | Année/Classement | Class.  | Points  | Class.       | Points       | Class. | Points |
| 2003             | 2003             | 98e     | 12      | 41e          | 12           | -      | -      |
| 2004             | 2004             | 78e     | 46      | -            | -            | 33e    | 46     |
| 2005             | 2005             | 51e     | 131     | 45e          | 10           | 20e    | 121    |
| 2006             | 2006             | 47e     | 147     | 46e          | 10           | 19e    | 137    |
| 2007             | 2007             | 22e     | 331     | 54e          | 3            | 7e     | 328    |
| 2008             | 2008             | 39e     | 159     | -            | -            | 11e    | 159    |
| 2009             | 2009             | 36e     | 201     | -            | -            | 12e    | 201    |
| 2010             | 2010             | 52e     | 130     | -            | -            | 13e    | 130    |
| 2011             | 2011             | 70e     | 68      | -            | -            | 25e    | 68     |

### Championnats du monde junior
- Médaille d'argent en slalom en 2003.
- Médaille de bronze en slalom en 2005.

### Coupe d'Europe
- 1 victoire.